# تشارلز س. إنغهام
تشارلز س. إنغهام (بالإنجليزية: Charles C. Ingham)‏ هو رسام أيرلندي، ولد في 1796 في دبلن في جمهورية أيرلندا، وتوفي في 10 ديسمبر 1863 في نيويورك في الولايات المتحدة.